# 티모시 드와이트
티모시 드와이트(영어: Timothy Dwight IV; 1752-1817)는 미국의 교육인이다. 매사추세츠주 노샘프턴에서 출생하였는데, 그 때는 조너선 에드워즈가 그곳을 떠난지 2년 되는 해였다. 그의 모친인 메리 에드워즈는 조나단 에드워즈의 세째 딸이고, 그의 부친은 메이저 티모시 드와이트로 상인아면서 농부였다. 그의 조부는 티모시 드와이트 대령으로 1771년에 사망했다. 1769년에 예일 대학교를 졸업했고, 홉킨스 문법학교에서 2년간 강사로 근무했으며, 1771-1777년까지 예일대학교에서 강사로 근무했다. 1795-1817 동안 예일대학교 총장으로 봉직했다. 조나단 에드워즈의 후계자로 그의 신학을 그 당시 유행했던 계몽주의와 자연주의에 대항하기 위해 신학교를 건립하기를 원했다. 그러나 갑작스런 죽음으로 예일 신학대학교의 초기 총장은 나다니엘 테일러가 되었다.

## 신학

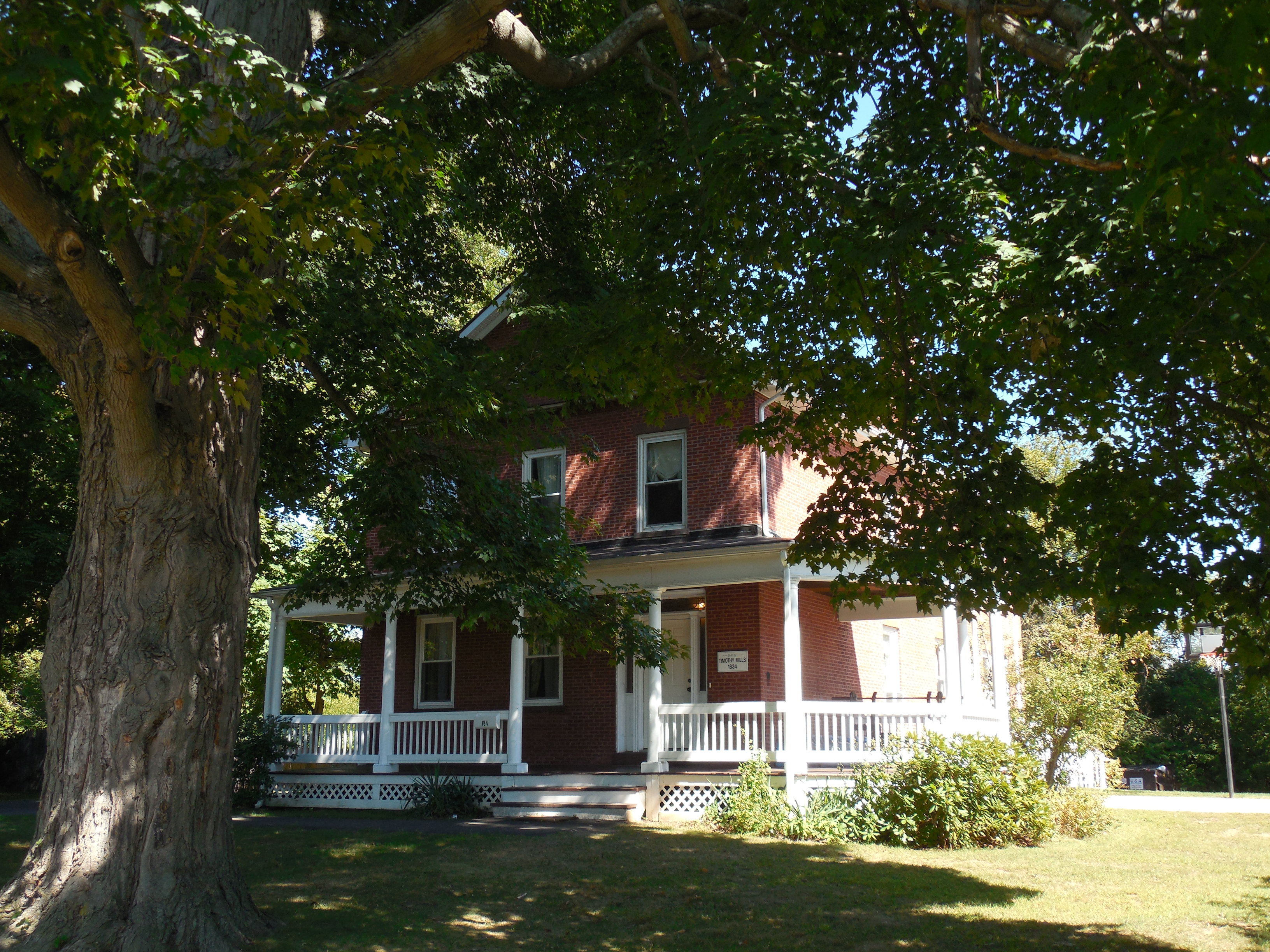
티모시 드와이트의 저택 (윈저, 코네티컷주)

그는 무신론자로 평가한 토머스 제퍼슨이 당선될 경우에 대해서 강하게 비판하였으며. 그들은 거짓되고, 일반적으로 불가능하며, 새로운 미합중국의 도덕적 구조를 해체시킬것이라고 예언하였다.

## 설교
- 시편 14:1

## 같이 보기
- 조나단 에드워즈
- 뉴잉글랜드신학
- 나다니엘 테일러
- 예일 대학교
- 예일 신학대학교